# Ice Lake (Oregon)
Ice Lake és un petit llac al Comtat de Wallowa, al nord-est d'Oregon, a la regió d'Eagle Cap Wilderness. El seu flux de sortida és Adam Creek.